# 勝新太郎
勝新太郎（日语：／ Katsu Shintarō，1931年11月29日—1997年6月21日），原名奥村利夫，是日本東京市江東區出身的著名演員、歌手、導演、劇本家、三味線師範。代表作是1962年開始的系列電影《盲劍客》，已是日本文化代名詞之一；他演出最後一部電影是1990年黑木和雄執導的浪人街，即轉至舞台劇表演。兄長是演員若山富三郎（原名奥村勝）；勝新太郎與B'z主唱稻葉浩志為好友，稻葉手中有一頂十分珍惜的寬邊高呢帽便是他送的，他也在2000年日本キネマ旬報所票選的電影明星當中，選為最受歡迎日本男星的第七名。
漫畫《海贼王》中的腳色藤虎的人物形象原型，也是來自於他所扮演的座頭市。
1997年6月21日，因鼻咽癌故逝。

## 從影生涯
勝新太郎在1954年時透過介紹進入日本大映，同年與市川雷藏一起演出《花之白虎隊》，可惜當時正是市川雷藏、山本富士子、若尾文子等演員當紅的時候，勝新太郎在當時並沒有被注意，在接下來的六年間，即便出演電影超過25部，在知名度上面依舊沒有甚麼起色。
一直到1960年，勝新太郎一改之前電影當中正直的戲路，在《不知火検校》當中演出充滿野心的惡僧腳色，在當年鮮明的演出才真正受到注意，這部電影也是他與妻子中村玉緒的定情之作，之後接連靠著《惡名》，以及1962年深值日本人心中代表的殺陣電影《座頭市物語》系列，讓他躍上一線男星的地位。
1967年，日本電影業界的五社協定已經漸漸崩壞，當時松竹、東宝、大映、新東宝、東映這些大廠已經沒有再有所謂的御用演員與導演，演員變得更加可以自由發展，勝新太郎在持續主演《座頭市》系列電影之外，與當時的三船敏郎、石原裕次郎、中村錦之助等人一樣，都各自創立自己的製片公司，獨立製作屬於自己風格的電影。

## 演藝作品
- - 秦·始皇帝（1962年）
  - 盲劍客（1962年 - 1989年，全26部）
    - 座頭市物語（1962年）
    - 續座頭市物語（1962年）
    - 新座頭市物語（1963年）
    - 座頭市兇狀旅（1963年）
    - 座頭市喧嘩旅（1963年）
    - 座頭市千兩首（1964年）
    - 座頭市恣意風箏（1964年）
    - 座頭市血笑旅（1964年）
    - 座頭市大鬧官府（1964年）
    - 座頭市兩段刀法（1965年）
    - 座頭市逆手斬（1965年）
    - 座頭市地獄旅（1965年）
    - 聽見座頭市之歌（1966年）
    - 座頭市渡海（1966年）
    - 座頭市鐵火旅（1967年）
    - 座頭市越獄（1967年）
    - 座頭市血煙街道（1967年）
    - 座頭市戰帖（1968年）
    - 座頭市喧嘩太鼓（1968年）
    - 座頭市與用心棒（1970年）
    - 座頭市大戰火神廟（1970年）
    - 獨臂刀大戰盲劍客（1971年）
    - 座頭市御用旅（1972年）
    - 新座頭市之折斷的杖刀（1972年，自導自演）
    - 新座頭市之笠間的血祭（1973年）
    - 盲劍客 終極血戰（1989年，自編自導自演兼任製片人）

  - 阿修羅[[[Wikipedia:格式手册/链接#章節|錨點失效]]]（1990年）

## 外部連結
- 维基共享资源上的相關多媒體資源：勝新太郎
- 勝新太郎作品 （页面存档备份，存于）